# 心火燒
| 評論得分 | 評論得分 |
| 來源     | 評分     |
| -------- | -------- |
| 《IZM》  | [ 1 ]    |

〈心火燒〉（韓語：〈열이올라요〉）為韓國歌手宣美於2022年6月29日由Abyss Company發行的個人單曲。這首單曲也與其B面曲目〈Childhood〉同步發行，〈心火燒〉在發行後登上Circle數位榜第23名。

## 發行背景
宣美所屬經紀公司Abyss Company在2022年6月8日表示宣美正規畫於該月月底帶來新作〈心火燒〉回歸樂壇，並隨後於同月20日和21日發佈歌曲概念照。此曲的音頻預告在6月16日發布，而音樂錄影帶的預告片則在6月27日發布。
此曲在2022年6月29日以數位形式正式發表，並於韓國時間下午6時正式公開音樂錄影帶。此曲是繼〈Oh Sorry Ya〉後，透過EQUAL X Spotify單曲活動響應國際婦女節期間提升女性藝術家地位為宗旨之作品。此曲以宣美彈奏電貝斯的樂壇版本在同年7月4日公開。
宣美在此曲的宣傳期同時啟動《GOOD GIRL GONE MAD》的全球巡迴計畫，該巡演於2022年8月14日自華沙開始。

## 編曲
此曲由CobiCudi和Kyuwon 'Q' Kim作曲和編曲，宣美則參與了歌詞創作。雖然宣美在B面〈Childhood〉進行詞曲創作，但沒參與主打曲〈心火燒〉的作曲與編曲，宣美在記者會表示，她想透過〈Childhood〉的創作來觀察其他製作人對該曲的評價。
宣美認為〈心火燒〉是其先前發行單曲〈紫光夜〉的白天版，是一首結合引人入勝的舞蹈和流行搖滾歌曲，帶有令人上癮的旋律並給人一種「神祕但充滿活力的氛圍」。B面〈Childhood〉則是取樣2004年的電影《忘了、忘不了》的城市流行曲風插曲，與他先前發行過的歌曲〈Black Pearl〉、〈Faded Love〉有著同樣的氛圍。

## 音樂錄影帶

在〈心火燒〉音樂錄影帶中，宣美除了將頭髮染成橙色之外，還在紫色的大花扇下表演。

此曲的音樂錄影帶是在洛杉磯拍攝。為了呈現音樂錄影帶的氛圍，宣美將頭髮染成橙色，並透過化妝在臉頰上增加了一些雀斑。歌曲的編舞、化妝、服裝等都儘量簡化，使得音樂錄影帶呈現的內容更簡潔。主舞的靈感源自於草裙舞，並在音樂錄影帶中結合大型花扇演出，成為該作亮點之一。
音樂錄影帶的背景橫跨不同的時間及地點，包括1966年的洛杉磯、1856年的德克萨斯州、1928年的波哥大和1969年的東京，宣美在錄影帶中扮演一個不朽的吸血鬼，無論走到哪，都會留下死去的戀人，所有吻過她的男人都會病逝。在音樂錄影帶的最後，她不斷跳躍並在她殺害的戀人的墳墓上扔花瓣。

## 曲目列表
| 曲序     | 曲目                |                          | 作曲                     | 编曲           | 时长 |
| -------- | ------------------- | ------------------------ | ------------------------ | -------------- | ---- |
| 1.       | 心火燒（）          | CobiCudi、Kyuwon 'Q' Kim | CobiCudi、Kyuwon 'Q' Kim | Kyuwon 'Q' Kim | 3:13 |
| 2.       | Childhood（풋사랑） |                          | 宣美、Ash                | Ash            | 3:15 |
| 总时长： | 总时长：            | 总时长：                 | 总时长：                 | 总时长：       | 6:28 |

## 獎項

### 音樂評選
| 單位           | 獎項                    | 排名 | 來源   |
| -------------- | ----------------------- | ---- | ------ |
| 《新音乐快递》 | 2022年最佳50首歌曲      | 43   | [ 17 ] |
| 《新音乐快递》 | 2022年K-pop最佳50首歌曲 | 13   | [ 18 ] |

### 年終大賞
| 頒獎典禮 | 年份 | 獎項             | 結果 | 來源   |
| -------- | ---- | ---------------- | ---- | ------ |
| MAMA大獎 | 2022 | 最佳Solo舞蹈表演 | 提名 | [ 19 ] |

## 排行榜
| 榜单（2022年）                             | 名次 |
| ------------------------------------------ | ---- |
| 韓國（Circle數位榜）                       | 23   |
| 美國（《告示牌》World Digital Song Sales） | 14   |

| 榜单（2022年） | 名次 |
| -------------- | ---- |
| 韓國（Circle） | 30   |

| 榜单（2022年） | 名次 |
| -------------- | ---- |
| 韓國（Circle） | 126  |